# Денис, Каталина
Каталина Сарате Денис (исп. Catalina Zarate Denis; родилась 7 января 1985 года, Ибаге, Колумбия) — колумбийская актриса и модель, в настоящее время живёт и работает во Франции. Дебютом Денис в кино стала французская комедия «Такси 4».

## Фильмография
| Год  | Фильм                          |
| ---- | ------------------------------ |
| 2007 | Такси 4                        |
| 2008 | Дави на газ                    |
| 2010 | Сутенер                        |
| 2010 | Курьер                         |
| 2011 | Бессонная ночь                 |
| 2013 | Туннель                        |
| 2014 | 13-й район: Кирпичные особняки |
| 2015 | Шёпот                          |